# 北陸財務局
北陸財務局（日语：／ Hokuriku zaimukyoku */?）是位於日本石川縣金澤市的財務省的地方支分部局。
下轄石川縣、富山縣和福井縣這三個北陸地方縣，是日本最小的財務局。

## 所轄財務事務所
- 北陸財務局本局
  - 福井財務事務所
  - 富山財務事務所

## 外部連結
- 財務省北陸財務局（页面存档备份，存于）